# Список нобелівських лауреатів, які підписали відкритого листа на підтримку України (2022)
Список нобелівських лауреатів та лауреаток, які підписали відкритий лист з висловленням підтримки «українського народу та вільної та незалежної держави Україна перед лицем російської агресії». Лист опублікований англійською, українською та російською мовами на сайті nlcampaigns.org.
Близько двохсот лауреатів Нобелівської премії у галузях фізики, хімії, медицини, економіки, миру та літератури підписалися під розміщеним 2 березня 2022 року відкритим листом на підтримку українського народу та вільної незалежної української держави перед обличчям російської агресії. «Подібно до того, як нацистська Німеччина напала на Польщу у 1939 році (використовуючи подібні трюки та фальшиві провокації) та на Радянський Союз у 1941, уряд Російської Федерації під проводом президента Путіна розпочав необґрунтовану військову агресію — ніщо інше як війну — проти сусідньої держави, України. Усі разом ми засуджуємо ці військові дії та заперечення президентом Путіним самої легітимності існування України», — зазначають автори звернення, підкреслюючи, що «тут ми ретельно добираємо слова, оскільки не віримо, що російський народ грає свою роль у цій агресії». «Ми об'єдналися навколо цього звернення, щоб закликати російський уряд припинити вторгнення до України та вивести свої війська з України», — наголошується в листі лауреатів Нобелівської премії. Звернення завершується словами: «Ми поважаємо спокій та силу українців. Ми з вами. Наші серця линуть до родин та друзів усіх, українців та росіян, хто вже загинув чи поранений. Хай прийде мир до нашого прекрасного світу». Серед видатних діячів науки, які підписали звернення — лауреати Нобелівської премії з економіки Джордж Акерлоф, Ангус Дітон, Пітер Даймонд, Роберт Енгл, Деніел Канеман, Фінн Кідланд, Роджер Маєрсон, Деніел Макфадден, Роберт Кархарт Мертон, Ерік Мескін, Пол Мілгром, Крістофер Піссарідес, Елвін Рот, Вернон Сміт, Джозеф Стігліц, Юджин Фама, Едмунд Фелпс, Олівер Харт, Джеймс Хекман, Бенгт Хольмстрем, Роберт Шиллер.
Список[⇨] містить ім'я лауреата, рік присудження премії та область знань, за якою вона присуджувалась. Основне джерело — список на сайті nlcampaigns.org. На цьому ж сайті наведено окремі виступи нобелівських лауреатів на підтримку України.[⇨] Також наведені заяви, підписані лауреатом Нобелівської премії з фізики (2010) Костянтином Сергійовичем Новосьоловим, лауреатом Нобелівської премії миру (2021) Дмитром Андрійовичем Муратовим, представником Міжнародної кампанії із заборони ядерної зброї (ICAN), з лауреатом Нобелівської премії з літератури (2015) Світланою Олександрівною Алексієвич[⇨].

## Список нобелівських лауреатів, які підписали «відкритий лист» на підтримку України
| Ім'я                       | Рік  | Галузь       |
| -------------------------- | ---- | ------------ |
| Пітер Егр                  | 2003 | з хімії      |
| Джеймс Еллісон             | 2018 | з медицини   |
| Гарві Джеймс Альтер        | 2020 | з медицини   |
| Амано Хіроші               | 2014 | з фізики     |
| Вернер Арбер               | 1978 | з медицини   |
| Френсіс Арнольд            | 2018 | з хімії      |
| Річард Ексел               | 2004 | з медицини   |
| Девід Балтімор             | 1975 | з медицини   |
| Беррі Беріш                | 2017 | з фізики     |
| Ґеорґ Беднорц              | 1987 | з фізики     |
| Карлуш Белу                | 1996 | премія миру  |
| Пол Берг                   | 1980 | з хімії      |
| Брюс Бетлер                | 2011 | з медицини   |
| Елізабет Блекберн          | 2009 | з медицини   |
| Майкл Стюарт Браун         | 1985 | з медицини   |
| Лінда Бак                  | 2004 | з медицини   |
| Вільям Кемпбелл            | 2015 | з медицини   |
| Маріо Капеккі              | 2007 | з медицини   |
| Томас Роберт Чек           | 1989 | з хімії      |
| Мартін Чалфі               | 2008 | з хімії      |
| Емманюель Шарпантьє        | 2020 | з хімії      |
| Стівен Чу                  | 1997 | з фізики     |
| Агарон Чехановер           | 2004 | з хімії      |
| Джон Максвелл Кутзее       | 2003 | з літератури |
| Елайс Джеймс Корі          | 1990 | з хімії      |
| Роберт Керл                | 1996 | з хімії      |
| Ангус Дітон                | 2015 | з економіки  |
| Йоганн Дайзенгофер         | 1988 | з хімії      |
| Дженніфер Даудна           | 2020 | з хімії      |
| Жак Дюбоше                 | 2017 | з хімії      |
| Ширін Ебаді                | 2003 | премія миру  |
| Роберт Фрай Енґл           | 2003 | з економіки  |
| Ґергард Ертль              | 2007 | з хімії      |
| Юджин Фама                 | 2013 | з економіки  |
| Ендрю Фаєр                 | 2006 | з медицини   |
| Йоахім Франк               | 2017 | з хімії      |
| Джером Фрідман             | 1990 | з фізики     |
| Лейма Гбові                | 2011 | премія миру  |
| Гейм Андрій Костянтинович  | 2010 | з фізики     |
| Райнгард Ґенцель           | 2020 | з фізики     |
| Андреа Ґез                 | 2020 | з фізики     |
| Шелдон Лі Ґлешоу           | 1979 | з фізики     |
| Джозеф Леонард Голдштейн   | 1985 | з медицини   |
| Керол Грейдер              | 2009 | з медицини   |
| Девід Гросс                | 2004 | з фізики     |
| Данкан Галдейн             | 2016 | з фізики     |
| Джеффрі Голл               | 2017 | з медицини   |
| Джон Голл                  | 2005 | з фізики     |
| Серж Арош                  | 2012 | з фізики     |
| Олівер Гарт                | 2016 | з економіки  |
| Ліланд Гартвелл            | 2001 | з медицини   |
| Клаус Гассельманн          | 2021 | з фізики     |
| Гаральд цур Гаузен         | 2008 | з медицини   |
| Річард Гендерсон           | 2017 | з хімії      |
| Дадлі Роберт Гершбах       | 1986 | з хімії      |
| Аврагам Гершко             | 2004 | з хімії      |
| Роалд Гоффман              | 1981 | з хімії      |
| Жуль Альфонс Гоффман       | 2011 | з медицини   |
| Бенгт Гольмстрем           | 2016 | з економіки  |
| Хондзьо Тасуку             | 2018 | з економіки  |
| Герард 'т Гофт             | 1999 | з фізики     |
| Роберт Горвіц              | 2002 | з медицини   |
| Майкл Гоутен               | 2020 | з медицини   |
| Роберт Губер               | 1988 | з хімії      |
| Тімоті Гант                | 2001 | з медицини   |
| Луїс Ігнаро                | 1998 | з медицини   |
| Ішіґуро Кадзуо             | 2017 | з літератури |
| Ельфріде Єлінек            | 2004 | з літератури |
| Девід Джуліус              | 2021 | з медицини   |
| Вільям Келін               | 2019 | з медицини   |
| Кадзіта Такаакі            | 2015 | з фізики     |
| Ерік Кендел                | 2000 | з медицини   |
| Тавакуль Карман            | 2011 | премія миру  |
| Вольфганг Кеттерле         | 2001 | з фізики     |
| Клаус фон Клітцинг         | 1985 | з фізики     |
| Браян Кобилка              | 2012 | з хімії      |
| Роджер Девід Корнберг      | 2006 | з хімії      |
| Джон Костерліц             | 2016 | з фізики     |
| Фінн Кідланд               | 2004 | з економіки  |
| Далай-лама XIV             | 1989 | премія миру  |
| Ян Лі (хімік)              | 1986 | з хімії      |
| Роберт Лефковіц            | 2012 | з хімії      |
| Ентоні Легетт              | 2003 | з фізики     |
| Жан-Марі Лен               | 1987 | з хімії      |
| Майкл Левітт               | 2013 | з хімії      |
| Томас Ліндаль              | 2015 | з хімії      |
| Беньямін Ліст              | 2021 | з хімії      |
| Родерік Маккінон           | 2003 | з хімії      |
| Девід Макміллан            | 2021 | з хімії      |
| Баррі Джеймс Маршалл       | 2005 | з медицини   |
| Ерік Мескін                | 2007 | з економіки  |
| Джон Матер                 | 2006 | з фізики     |
| Мішель Майор               | 2019 | з фізики     |
| Артур Макдональд           | 2015 | з фізики     |
| Деніел Макфадден           | 2000 | з економіки  |
| Крейг Мелло                | 2006 | з медицини   |
| Роберт Мертон Кархарт      | 1997 | з економіки  |
| Гартмут Міхель             | 1988 | з хімії      |
| Пол Мілгром                | 2020 | з економіки  |
| Пол Модрич                 | 2015 | з хімії      |
| Вільям Мернер              | 2014 | з хімії      |
| Едвард Мозер               | 2014 | з медицини   |
| Мей-Бритт Мозер            | 2014 | з медицини   |
| Жерар Муру                 | 2018 | з фізики     |
| Герта Мюллер               | 2009 | з літератури |
| Ферід Мурад                | 1998 | з медицини   |
| Роджер Маєрсон             | 2007 | з медицини   |
| Ервін Неєр                 | 1991 | з медицини   |
| Нойорі Рьодзі              | 2001 | з хімії      |
| Пол Нерс                   | 2001 | з медицини   |
| Крістіана Нюсляйн-Фольгард | 1995 | з медицини   |
| Джон О'Кіф                 | 2014 | з медицини   |
| Осумі Йосінорі             | 2016 | з медицини   |
| Орхан Памук                | 2006 | з літератури |
| Ардем Патапутян            | 2021 | з медицини   |
| Джеймс Піблс               | 2019 | з фізики     |
| Едмунд Фелпс               | 2006 | з економіки  |
| Вільям Деніел Філліпс      | 1997 | з фізики     |
| Джон Чарлз Полані          | 1986 | з хімії      |
| Девід Політцер             | 2004 | з фізики     |
| Стенлі Прузінер            | 1997 | з медицини   |
| Венкатараман Рамакрішнан   | 2009 | з хімії      |
| Пітер Реткліфф             | 2019 | з медицини   |
| Марія Ресса                | 2021 | премія миру  |
| Чарльз Райс                | 2020 | з медицини   |
| Адам Рісс                  | 2011 | з фізики     |
| Річард Робертс             | 1993 | з медицини   |
| Майкл Росбаш               | 2017 | з медицини   |
| Елвін Рот                  | 2012 | з економіки  |
| Джеймс Ротман              | 2013 | з медицини   |
| Берт Закман                | 1991 | з медицини   |
| Оскар Аріас                | 1987 | премія миру  |
| Хуан Мануель Сантос        | 2016 | премія миру  |
| Кайлаш Сат'ярті            | 2014 | премія миру  |
| Жан-П'єр Соваж             | 2016 | з хімії      |
| Ренді Шекман               | 2013 | з медицини   |
| Браян П. Шмідт             | 2011 | з фізики     |
| Грег Семенза               | 2019 | з медицини   |
| Філліп Шарп                | 1993 | з медицини   |
| Баррі Шарплесс             | 2001 | з хімії      |
| Данієль Шехтман            | 2011 | з хімії      |
| Роберт Джеймс Шиллер       | 2013 | з економіки  |
| Сіракава Хідекі            | 2000 | з хімії      |
| Гемілтон Сміт              | 1978 | з медицини   |
| Воле Шоїнка                | 1986 | з літератури |
| Фрейзер Стоддарт           | 2016 | з хімії      |
| Горст Штермер              | 1998 | з фізики     |
| Донна Стрікленд            | 2018 | з фізики     |
| Джек Шостак                | 2009 | з медицини   |
| Джозеф Тейлор молодший     | 1993 | з фізики     |
| Кіп Торн                   | 2017 | з фізики     |
| Тонеґава Сусуму            | 1987 | з медицини   |
| Денієл Цуї                 | 1998 | з фізики     |
| Маріо Варгас Льйоса        | 2010 | з літератури |
| Гаролд Вармус              | 1989 | з медицини   |
| Джон Ернест Вокер          | 1997 | з хімії      |
| Арі Варшель                | 2013 | з хімії      |
| Райнер Вайс                | 2017 | з фізики     |
| Стенлі Віттінгем           | 2019 | з хімії      |
| Ерік Вішаус                | 1995 | з медицини   |
| Торстен Візел              | 1981 | з медицини   |
| Френк Вільчек              | 2004 | з фізики     |
| Джоді Вільямс              | 1997 | премія миру  |
| Девід Вайнленд             | 2012 | з фізики     |
| Грег Вінтер                | 2018 | з хімії      |
| Курт Вютріх                | 2002 | з хімії      |
| Яманака Сін'я              | 2012 | з медицини   |
| Майкл Янг                  | 2017 | з медицини   |

## Окремі виступи нобелівських лауреатів на підтримку України (2022)
| Ім'я          | Рік  | Область     |
| ------------- | ---- | ----------- |
| Джиммі Картер | 2002 | премія миру |
| Барак Обама   | 2009 | премія миру |